# До настоящего времени
До настоящего времени (также до наших дней, лет назад, л. н. или ВР, b. p. от англ. before present) — система летосчисления, используемая в археологии, геологии и других науках для записи дат, относящихся к прошлому. Эта система использует современность в качестве начала летоисчисления и таким образом позволяет избежать датировок вида «до нашей эры/нашей эры».
Поскольку понятие «настоящего времени» меняется, стандартное определение использует 1950 год как начальный год отсчёта, что связано с тем, что именно в этом году радиоуглеродная датировка стала практически применимой.

## Радиоуглеродное датирование
1950 год был принят как год отсчёта в радиоуглеродном датировании в 1954 году из-за использования для калибровки образца щавелевой кислоты, изготовленного Национальным Бюро Стандартов США (NBS) как NBS Standard Reference Material (SRM) 4990B. Концентрация 14C в образце была сочтена более высокой (на 5 %), чем в природе, и потому калибровочный стандарт был определён как 0,95 концентрации 14C в образце; это значение и считается «современным уровнем углерода» по состоянию на 1950 год.
Широкомасштабные ядерные испытания после 1950 года привели к глобальному изменению соотношения между углеродом-14 и углеродом-12. Ныне предлагается ироническая расшифровка англоязычного сокращения BP: англ. before physics, «до физики».

## Примеры
- 12 000 лет до настоящего времени = 10 050 (12 000 − 1950) лет до нашей эры.
- 500 лет до настоящего времени = 1450 (1950 − 500) год нашей эры.